# Francia en la Eurocopa 2008
La Selección de fútbol de Francia fue uno de los 16 equipos participantes en la Eurocopa 2008, que se lleva a cabo entre el 7 y el 29 de junio de 2008 en Austria y en Suiza.
Luego del subcampeonato mundial obtenido en 2006, en la fase final quedó encuadrada en el grupo C, en el denominado grupo de la muerte, junto con los Países Bajos, Italia y Rumania. En su debut en el Letzigrund Arena (Suiza), tuvo un decepcionante partido al no pasar del empate sin goles ante la selección rumana. En su segundo encuentro disputado en el Stade de Suisse (Suiza), fue barrida 4-1 por los Países Bajos (fue la mayor derrota de Francia en competición oficial desde 1968), Dirk Kuyt en el minuto 9', Robin van Persie en el 59', abrieron el marcador para los Países Bajos, Thierry Henry descontó en el 71' para el equipo galo, pero al instante, luego de una espectacular combinación del ataque neerlandés anotó Arjen Robben con un ajustado disparo en el 72' y Wesley Sneijder en el 90'+2 tras gran tanto desde fuera del área, certificó la goleada. En el último encuentro se volvió a disputar en el Letzigrund Arena, franceses e italianos reeditaban la final del último mundial, con ambos obligados a ganar para seguir con vida. Francia se quedó con un hombre menos al cometer Éric Abidal un penalti que Andrea Pirlo aprovechó para adelantar a los suyos en el minuto 25' y Daniele De Rossi en el 62', luego de marcar un gol de tiro libre sentenciaba el partido por 2-0, que dejó a Francia eliminada en primera ronda de grupos por primera vez desde 1992.
Durante el torneo, las elecciones del entrenador Raymond Domenech fueron muy disputadas. La defensa, habitualmente el punto fuerte del equipo, se mostró franqueable (encajó seis goles) mientras que el ataque careció de realismo (sólo un gol anotado).
En esta eurocopa marca el final de una era. Poco después de la derrota ante Italia, Lilian Thuram (poseedor del récord de más internacionalidades en la selección francesa) y Claude Makélélé, anunciaron su retiro internacional.

## Clasificación
| Equipo      | Pts | PJ | PG | PE | PP | GF | GC | Dif |
| ----------- | --- | -- | -- | -- | -- | -- | -- | --- |
| Italia      | 29  | 12 | 9  | 2  | 1  | 22 | 9  | 13  |
| Francia     | 26  | 12 | 8  | 2  | 2  | 25 | 5  | 20  |
| Escocia     | 24  | 12 | 8  | 0  | 4  | 21 | 12 | 9   |
| Ucrania     | 17  | 12 | 5  | 2  | 5  | 18 | 16 | 2   |
| Lituania    | 16  | 12 | 5  | 1  | 6  | 11 | 13 | -2  |
| Georgia     | 10  | 12 | 3  | 1  | 8  | 16 | 19 | -3  |
| Islas Feroe | 0   | 12 | 0  | 0  | 12 | 4  | 43 | -39 |

| Fecha                    | Lugar       |             |                        | Resultado |                        |             |
| ------------------------ | ----------- | ----------- | ---------------------- | --------- | ---------------------- | ----------- |
| 2 de septiembre de 2006  | Tbilisi     | Chipre      | Bandera de Georgia     | 0:3 (0:2) | Bandera de Francia     | Francia     |
| 6 de septiembre de 2006  | Saint-Denis | Francia     | Bandera de Francia     | 3:1 (2:1) | Bandera de Italia      | Italia      |
| 7 de octubre de 2006     | Glasgow     | Escocia     | Bandera de Escocia     | 1:0 (0:0) | Bandera de Francia     | Francia     |
| 11 de octubre de 2006    | Montbéliard | Francia     | Bandera de Francia     | 5:0 (2:0) | Bandera de Islas Feroe | Islas Feroe |
| 24 de marzo de 2007      | Kaunas      | Lituania    | Bandera de Lituania    | 0:1 (0:0) | Bandera de Francia     | Francia     |
| 2 de junio de 2007       | Saint-Denis | Francia     | Bandera de Francia     | 2:0 (0:0) | Bandera de Ucrania     | Ucrania     |
| 6 de junio de 2007       | Auxerre     | Francia     | Bandera de Francia     | 1:0 (1:0) | Bandera de Georgia     | Georgia     |
| 8 de septiembre de 2007  | Milan       | Italia      | Bandera de Italia      | 0:0       | Bandera de Francia     | Francia     |
| 12 de septiembre de 2007 | París       | Francia     | Bandera de Francia     | 0:1 (0:0) | Bandera de Escocia     | Escocia     |
| 13 de octubre de 2007    | Tórshavn    | Islas Feroe | Bandera de Islas Feroe | 0:6 (0:2) | Bandera de Francia     | Francia     |
| 17 de octubre de 2007    | Nantes      | Francia     | Bandera de Francia     | 2:0 (0:0) | Bandera de Lituania    | Lituania    |
| 21 de noviembre de 2007  | Kiev        | Ucrania     | Bandera de Ucrania     | 2:2 (1:2) | Bandera de Francia     | Francia     |

## Preparación
| Fecha                | Lugar       |         |                   | Resultado |                       |            |
| -------------------- | ----------- | ------- | ----------------- | --------- | --------------------- | ---------- |
| 6 de febrero de 2008 | Málaga      | España  | Bandera de España | 1:0       |                       | Francia    |
| 26 de marzo de 2008  | Saint-Denis | Francia |                   | 1:0       | Bandera de Inglaterra | Inglaterra |
| 27 de mayo de 2008   | Grenoble    | Francia |                   | 2:0       | Bandera de Ecuador    | Ecuador    |
| 31 de mayo de 2008   | Toulouse    | Francia |                   | 0:0       | Bandera de Paraguay   | Paraguay   |
| 3 de junio de 2008   | Saint-Denis | Francia |                   | 1:0       | Bandera de Colombia   | Colombia   |

## Jugadores
| #  | Nombre              | Posición      | Edad | PJ Sel | Club                  |
| -- | ------------------- | ------------- | ---- | ------ | --------------------- |
| 1  | Steve Mandanda      | Portero       | 22   | 0      | Olympique de Marsella |
| 2  | Jean-Alain Boumsong | Defensa       | 28   | 22     | Olympique de Lyon     |
| 3  | Éric Abidal         | Defensa       | 28   | 32     | FC Barcelona          |
| 4  | Patrick Vieira      | Mediocampista | 31   | 105    | Inter de Milán        |
| 5  | William Gallas      | Defensa       | 30   | 60     | Arsenal FC            |
| 6  | Claude Makélélé     | Mediocampista | 35   | 65     | Chelsea FC            |
| 7  | Florent Malouda     | Mediocampista | 27   | 35     | Chelsea FC            |
| 8  | Nicolas Anelka      | Delantero     | 29   | 48     | Chelsea FC            |
| 9  | Karim Benzema       | Delantero     | 20   | 9      | Olympique de Lyon     |
| 10 | Sidney Govou        | Delantero     | 28   | 30     | Olympique de Lyon     |
| 11 | Samir Nasri         | Mediocampista | 20   | 7      | Olympique de Marsella |
| 12 | Thierry Henry       | Delantero     | 30   | 98     | FC Barcelona          |
| 13 | Patrice Evra        | Defensa       | 27   | 9      | Manchester United     |
| 14 | François Clerc      | Defensa       | 25   | 9      | Olympique de Lyon     |
| 15 | Lilian Thuram       | Defensa       | 35   | 138    | FC Barcelona          |
| 16 | Sébastien Frey      | Portero       | 28   | 1      | Fiorentina            |
| 17 | Sébastien Squillaci | Defensa       | 27   | 12     | Olympique de Lyon     |
| 18 | Bafétimbi Gomis     | Delantero     | 22   | 1      | Saint-Étienne         |
| 19 | Willy Sagnol        | Defensa       | 31   | 54     | Bayern Múnich         |
| 20 | Jérémy Toulalan     | Mediocampista | 24   | 10     | Olympique de Lyon     |
| 21 | Lassana Diarra      | Mediocampista | 23   | 10     | Postsmouth            |
| 22 | Franck Ribéry       | Mediocampista | 24   | 24     | Bayern Múnich         |
| 23 | Grégory Coupet      | Portero       | 35   | 28     | Olympique de Lyon     |
| DT | Raymond Domenech    |               |      |        |                       |

## Participación

### Grupo C
| Selección    | Pts | PJ | PG | PE | PP | GF | GC | Dif |
| ------------ | --- | -- | -- | -- | -- | -- | -- | --- |
| Países Bajos | 9   | 3  | 3  | 0  | 0  | 9  | 1  | 8   |
| Italia       | 4   | 3  | 1  | 1  | 1  | 3  | 4  | −1  |
| Rumania      | 2   | 3  | 0  | 2  | 1  | 1  | 3  | −2  |
| Francia      | 1   | 3  | 0  | 1  | 2  | 1  | 6  | −5  |

| 9 de junio de 2008, 18:00 | Rumania | 0:0     | Francia | Letzigrund, Zúrich                                                 |                                                                    |
|                           |         | Reporte |         | Asistencia: 30 585 espectadores Árbitro(s): Manuel Mejuto González | Asistencia: 30 585 espectadores Árbitro(s): Manuel Mejuto González |

| 13 de junio de 2008, 20:45 | Países Bajos                                           | 4:1 (1:0) | Francia   | Stade de Suisse, Berna                                     |                                                            |
|                            | Kuyt 9' · Van Persie 59' · Robben 72' · Sneijder 90+2' | Reporte   | Henry 71' | Asistencia: 30 777 espectadores Árbitro(s): Herbert Fandel | Asistencia: 30 777 espectadores Árbitro(s): Herbert Fandel |

| 17 de junio de 2008, 20:45 | Francia | 0:2 (0:1) | Italia                          | Letzigrund, Zúrich                                       |                                                          |
|                            |         | Reporte   | Pirlo 25' (pen.) · De Rossi 62' | Asistencia: 30 585 espectadores Árbitro(s): Ľuboš Micheľ | Asistencia: 30 585 espectadores Árbitro(s): Ľuboš Micheľ |

## Estadísticas

### Posiciones

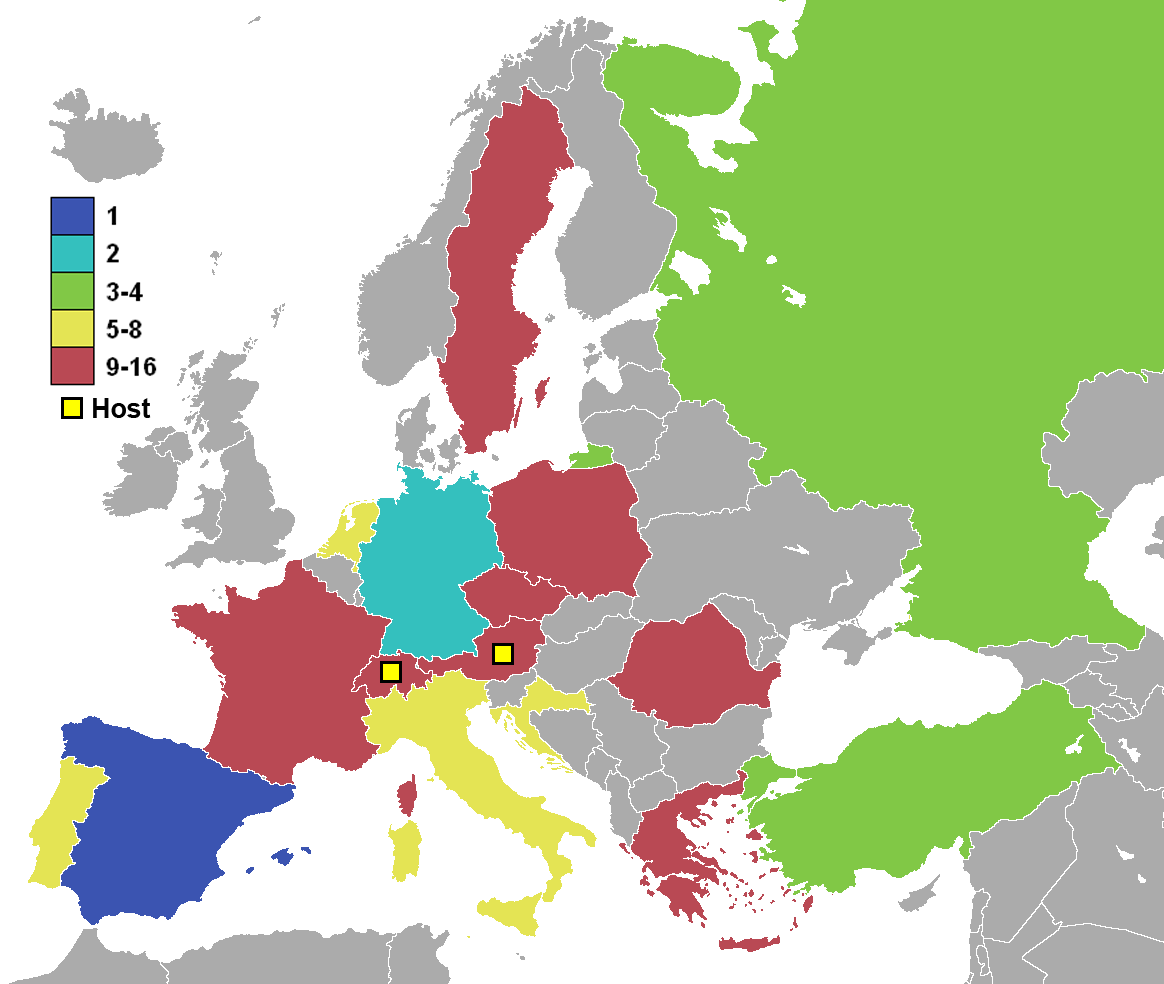
Mapa según los resultados de la Eurocopa 2008.

#### Clasificación general
| Equipo | Equipo          | Pts | PJ | PG | PE | PP | GF | GC | Dif | Rend   |
| ------ | --------------- | --- | -- | -- | -- | -- | -- | -- | --- | ------ |
| 1      | España          | 16  | 6  | 5  | 1  | 0  | 12 | 3  | 9   | 88.89% |
| 2      | Alemania        | 12  | 6  | 4  | 0  | 2  | 10 | 7  | 3   | 66.67% |
| 3      | Rusia           | 9   | 5  | 3  | 0  | 2  | 7  | 8  | −1  | 60%    |
| 4      | Turquía         | 7   | 5  | 2  | 1  | 2  | 8  | 9  | −1  | 46.67% |
| 5      | Croacia         | 10  | 4  | 3  | 1  | 0  | 5  | 2  | 3   | 83.33% |
| 6      | Países Bajos    | 9   | 4  | 3  | 0  | 1  | 10 | 4  | 6   | 75%    |
| 7      | Portugal        | 6   | 4  | 2  | 0  | 2  | 7  | 6  | 1   | 50%    |
| 8      | Italia          | 5   | 4  | 1  | 2  | 1  | 3  | 4  | −1  | 41.67% |
| 9      | Suiza           | 3   | 3  | 1  | 0  | 2  | 3  | 3  | 0   | 33.33% |
| 10     | Suecia          | 3   | 3  | 1  | 0  | 2  | 3  | 4  | −1  | 33.33% |
| 11     | República Checa | 3   | 3  | 1  | 0  | 2  | 4  | 6  | −2  | 33.33% |
| 12     | Rumania         | 2   | 3  | 0  | 2  | 1  | 1  | 3  | −2  | 22.22% |
| 13     | Austria         | 1   | 3  | 0  | 1  | 2  | 1  | 3  | −2  | 11.11% |
| 14     | Polonia         | 1   | 3  | 0  | 1  | 2  | 1  | 4  | −3  | 11.11% |
| 15     | Francia         | 1   | 3  | 0  | 1  | 2  | 1  | 6  | −5  | 11.11% |
| 16     | Grecia          | 0   | 3  | 0  | 0  | 3  | 1  | 5  | −4  | 0%     |

### Goleadores
| Jugador       | Goles | PJ | Minuto |
| ------------- | ----- | -- | ------ |
| Thierry Henry | 1     | 2  | 180'   |